# Nanoassemblierung
Unter Nanoassemblierung versteht man die kontrollierte Verbindung von einzelnen Nanopartikeln zu zusammengesetzten nano- oder mikroskaligen Objekten. Die Nanoassemblierung überträgt das Prinzip des Aufbaus molekularer Strukturen durch Verknüpfung von Atomen auf den Aufbau zusammengesetzter Partikel durch die Verknüpfung von Nanopartikeln. Die Nanoassemblierung ordnet sich damit in die sogenannte „Bottom-up-Strategie“ der Nanotechnologie ein. Sie leistet damit einen Beitrag zur Erzeugung von neuen Materialien sowie zu mikro- und nanoskaligen Funktionselementen. Eine Assemblierung ist sowohl in der Gasphase als auch in Flüssigkeit, d. h. in kolloidalen Systemen, möglich. Aufgrund des breiten Spektrums in den Materialien, Größen und Formen einzelner Nanopartikel ist prinzipiell eine große Vielfalt von zusammengesetzten Mikro- und Nanopartikeln mit ganz unterschiedlichen Eigenschaften und Funktionen möglich. Von dieser Fülle wird heute erst ein sehr kleiner Teil genutzt.

## Assemblierung zu binär aufgebauten Nanopartikeln
Binäre Nanopartikel entstehen, wenn genau zwei Komponenten miteinander verbunden werden. Das wird entweder a) durch eine einfache komplementäre Bindungsfunktion von zwei Arten von Nanopartikeln erreicht oder b) durch die Auslösung der Bildung von genau einem zweiten  Partikel auf einer Oberflächenregion des zunächst gebildeten Partikels oder c) durch selbststeuernde physikalische Mechanismen wie z. B. eine kontrollierte elektrostatische Abstoßung durch die Steuerung der elektrischen Oberflächenladung.
Die Bindung zwischen den Partikeln kann durch unspezifische Wechselwirkungen wie z. B. antagonistische Oberflächenladungen oder hydrophobe Wechselwirkungen zustande kommen. Sie kann aber auch durch eine hochspezifische chemische Funktionalität erreicht werden, z. B. durch die Funktionalisierung einer Partikelsorte durch ein Antigen und der zweiten Partikelsorte durch einen dazu komplementären Antikörper. Für eine selektive Adressierung in der Partikel-Assemblierung wird sehr vorteilhaft die Komplementarität von DNA-Oligonukleotiden genutzt.

## Mehrkomponenten-Assemblierung
Da auf den Oberflächen von funktionalisierten Nanopartikeln meistens mehrere gleiche chemische Bindegruppen vorliegen, ist es leicht möglich, mehrere bindungsfähige Nanopartikel eines zweiten Typs auf der Oberfläche des ersten Partikeltyps zu verankern. Die Dichte der Bindung lässt sich dabei weitgehend über die Konzentrationsverhältnisse oder die Reaktionszeit steuern. Häufig werden bei dieser Art der Assemblierung kleinere Nanopartikel auf einem größeren Nanopartikel oder einem Mikropartikel gebunden. Die Verteilung der kleineren Partikel auf der Oberfläche eines größeren Partikels kann dabei zufällig sein, oder es stellen sich etwa gleiche Abstände ein, wenn eine zusätzliche Kontrolle des Abstandes – z. B. über elektrostatische Wechselwirkungen – vorliegt.

## Hierarchische Assemblierung von Nanopartikel
Komplex aufgebaute Nanopartikel mit mehreren Ebenen der Strukturorganisation werden durch eine hierarchische Assemblierung gebildet. Dabei werden auf primär gebildeten Assemblaten in einem zweiten Assemblierungsschritt eine dritte oder weitere Komponenten angelagert oder es werden zwei oder mehrere primär gebildete Assemblate miteinander verbunden. Im Ergebnis entstehen Partikel mit einem modularen Aufbau, wobei die Module selbst aus Nanopartikeln zusammengesetzt wurden.

## Nanopartikelassemblierung durch mikrofluidische Techniken
Eine wichtige Voraussetzung für eine wohldefinierte Nanoassemblierung ist eine hohe Homogenität in Form und Größe der zur Assemblierung benutzten Komponenten. Eine solche hohe Homogenität kann entweder durch eine thermodynamische Kontrolle der Partikelgröße während ihrer Synthese, durch ein nachfolgendes Trennverfahren oder sehr homogene Prozessbedingungen erreicht werden.
Da die Partikelhomogenität häufig durch die Nukleationsphase bestimmt wird und diese sehr zeitkritisch auf eine Inhomogenität in der Verteilung der Reaktanden, der Temperatur und sonstiger Bedingungen reagiert, entstehen bei konventionellen Nanopartikelsynthesen in der flüssigen Phase häufig relativ breite Größen- und Formverteilungen. Die Produkt-Homogenität kann wesentlich verbessert werden, wenn in der Nukleationsphase sehr schnelle Stoff- und Wärmeübergänge realisiert werden. Das ist durch mikrofluidische Prozesse – z. B. durch die Mikrofluidsegmenttechnik – möglich. Auf diese Weise wird eine „fokussierte Nukleation“ erreicht, die auch ohne nachfolgende Sortierschritte eine hohe Einheitlichkeit der Nanopartikel liefert und dadurch sehr gute Voraussetzungen für nachfolgende Assemblierungsschritte schafft.